# 赤井達郎
赤井 達郎（あかい たつろう、1927年12月24日 - 2017年1月7日）は、日本の歴史学者。奈良教育大学名誉教授。専門は日本美術史・芸能史。

## 経歴
1927年、岐阜県中津川市で生まれた。立命館大学文学部で学び、1954年に卒業。同大学大学院文学研究科に進学し、1958年に修了。
1993年から1999年まで奈良教育大学学長を務め、同大学を退任後は名誉教授。2017年1月7日に死去。89歳没。叙正四位。

## 受賞・栄典
- 1990年：「京都の美術史」で第44回毎日出版文化賞を受賞。
- 2004年：瑞宝重光章を受章[4]。

## 著作
著書
- 『京の美術と芸能 浄土から浮世へ』京都新聞社
- 『絵解きの系譜』教育社
- 『京都の美術史』思文閣出版
- 『工芸と芸苑 はんなりと粋の美』(京都千年 10) 講談社
- 『寺と社 古寺社への道』(京都千年 2) 講談社

共編著
- 『清水公照八十年ひらひら』清水公照著、赤井達郎編、淡交社
- 『茶の湯絵画資料集成』赤井達郎ほか編、平凡社
- 『浮世絵と町人 江戸メディア・アート 日本の美と文化 art japanesque 15』赤井達郎編著者代表、講談社
- 『京菓子』(平凡社カラー新書 82) 赤井達郎著、平凡社